# 伊藤宗彦
伊藤 宗彦（いとう むねひこ、1957年 - ）は、日本の経営学者。神戸大学名誉教授。博士（商学）（神戸大学、2003年）。主な研究領域は製品開発論、技術マネジメント、イノベーション論。1993年、ION（世界ナビゲーション学会）最優秀論文賞受賞。京都府出身。

## 略歴
- 1975年3月 - 東海中学校・高等学校卒業[1]
- 1979年3月 - 名古屋大学工学部卒業[1]
- 1979年4月 - 松下電工株式会社入社[1]
- 2000年3月 - 神戸大学大学院経営学研究科博士前期課程修了（修士（商学））[1]
- 2003年3月 - 博士（商学）[1]
- 2003年4月 - 神戸大学大学院経営学研究科研究科博士後期課程修了[1]
- 2003年4月 - 神戸大学経済経営研究所助教授[1]
- 2007年4月 - 神戸大学経済経営研究所准教授[1]
- 2007年12月 - 神戸大学経済経営研究所教授[1]
- 2014年 - オペレーションズマネジメント＆ストラテジー学会会長[2]
- 2022年4月 - 神戸大学名誉教授[1]

## 活動
郵政省（当時）外郭団体日本衛星測位協議会の規格制定委員や、SDメモリーカードの規格団体であるSDアソシエーションの議長などを務める。2008年度より文部科学省プロジェクト「サービス産業における価値創造・獲得を果たすイノベーション創出のための人材育成プログラムの開発」の取組責任者を務めた（2010年度まで）。
主な著書に、『製品戦略マネジメントの構築－デジタル機器企業の競争戦略』（有斐閣）などがある。